# Philodromus fallax
Philodromus fallax este o specie de păianjeni din genul Philodromus, familia Philodromidae, descrisă de Sundevall, 1833. Conform Catalogue of Life specia Philodromus fallax nu are subspecii cunoscute.